# Волочаев, Денис Александрович
Денис Александрович Волочаев (укр. Дени́с Олекса́ндрович Волоча́єв; 23 декабря 1981 — 1 декабря 2019) — украинский военный, полковник Службы безопасности Украины (посмертно), участник войны на востоке Украины. Герой Украины (2019, посмертно).

## Биография
Денис Волочаев родился 23 декабря 1981 года в Луганске. Высшее образование получил в Академии государственной налоговой службы Украины в Ирпене, которую окончил в 2003 году.
Служил в Службе безопасности Украины. В 2004 году стал сотрудником Центра специальных операций «А» СБУ. Был много раз поощрен руководством СБУ за образцовое исполнение воинского долга.
Денис Волочаев — мастер спорта Украины по практической стрельбе и стрельбе пулевой, мастер спорта международного класса по военно-спортивному многоборью. Чемпион и призёр мировых и европейских соревнований по снайпингу среди военных и правоохранителей. Последний раз Денис выступал в 2019 году на Чемпионате мира по снайпингу в Чехии, где получил третье место в личном первенстве и первое общекомандное среди полусотни команд из иностранных силовых ведомств.
Когда на востоке Украины начались попытки захвата власти русскими боевиками, он срочно вылетел в Краматорск для противодействия террористам и урегулирования ситуации. На его счету 18 ротаций и множество боевых задач. Он был не только исполнителем, но и инициатором и руководителем многих спецопераций. Несмотря на высокие должности и звания, он всегда шел на задание первым и был надежным напарником для коллег.
1 декабря 2019 на линии соприкосновения на востоке Украины диверсионно-разведывательная группа врага совершила попытку прорыва в тыл позиций Объединённых сил. Командование ООС задействовало резервную группу, в состав которой входили Денис Волочаев и его друг Дмитрий Каплунов. Во время выполнения контрдиверсионной боевой задачи в результате взрыва мины оба бойца получили ранения, несовместимые с жизнью, и погибли на месте.. По другой версии группа «Альфа» СБУ в ночь с 30 ноября на 1 декабря совершала переход после выполнения боевой задачи по наблюдению и разведки вблизи села Староласпа Донецкой области. Офицер Дмитрий Каплунов подорвался на противопехотной мине и погиб на месте, ещё два офицера (один из них Денис Волочаев) получили ранения, Волочаев впоследствии скончался.

## Награды
Денис Волочаев был удостоен следующих наград:
- Звание Герой Украины с вручением ордена «Золотая Звезда» (3 декабря 2019, посмертно) — «за героизм и личное мужество, проявленные при защите государственного суверенитета и территориальной целостности Украины, самоотверженное служение украинскому народу»[3];
- Орден «За мужество» II степени (23 марта 2018) — «за личные заслуги в укреплении национальной безопасности, мужество, высокий профессионализм и образцовое выполнение служебных обязанностей»[4];
- Орден «За мужество» III степени (22 августа 2016) — «за личный вклад в укрепление обороноспособности Украинского государства, мужество, самоотверженность и высокий профессионализм, обнаруженные во время боевых действий и при исполнении служебных обязанностей»[5].